# La Cruz, Celaya
La Cruz är en ort i Mexiko.   Den ligger i kommunen Celaya och delstaten Guanajuato, i den centrala delen av landet, 210 km nordväst om huvudstaden Mexico City. La Cruz ligger 1 758 meter över havet och antalet invånare är 1 756.
Terrängen runt La Cruz är kuperad söderut, men norrut är den platt. Runt La Cruz är det tätbefolkat, med 849 invånare per kvadratkilometer. Närmaste större samhälle är Celaya, 7,7 km norr om La Cruz. Trakten runt La Cruz består till största delen av jordbruksmark.